# (100552) 1997 FK2
(100552) 1997 FK2 es un asteroide perteneciente al cinturón de asteroides, descubierto el 31 de marzo de 1997 por el equipo del Lincoln Near-Earth Asteroid Research desde el Laboratorio Lincoln, Socorro, Nuevo México.

## Designación y nombre
Designado provisionalmente como 1997 FK2.

## Características orbitales
1997 FK2 está situado a una distancia media del Sol de 2,763 ua, pudiendo alejarse hasta 3,542 ua y acercarse hasta 1,983 ua. Su excentricidad es 0,282 y la inclinación orbital 25,23 grados. Emplea 1677,73 días en completar una órbita alrededor del Sol.

## Características físicas
La magnitud absoluta de 1997 FK2 es 15,1.